# Proteostrenia
Proteostrenia is een geslacht van vlinders van de familie spanners (Geometridae), uit de onderfamilie Ennominae.

## Soorten
- P. costimaculata Wileman, 1912
- P. eumimeta Wehrli, 1936
- P. leda Butler, 1878
- P. pica Wileman, 1911
- P. reticulata Sterneck, 1928